# Eija Ristanen
Eija Marita Ristanen, née Hyyitäinen le 4 janvier 1961 à Saarijärvi, est une fondeuse finlandaise. Elle est l'épouse de Kari Ristanen, aussi un fondeur médaillé olympique.

## Biographie
Elle prend part à la Coupe du monde à partir de 1982, où elle est dixième pour ses débuts.
Aux Jeux olympiques d'hiver de 1984, pour ses premiers grands championnats, elle remporte la médaille de bronze sur le relais avec Pirkko Määttä, Marjo Matikainen et Marja-Liisa Kirvesniemi. Elle est 17e sur le vingt kilomètres au mieux sur les épreuves individuelles.
Elle prend part aussi aux Championnats du monde en 1987 (douzième du dix kilomètres notamment) et 1989 et aux Jeux olympiques d'hiver de 1988.

## Palmarès

### Jeux olympiques d'hiver
- Jeux olympiques de 1984 à Sarajevo (Yougoslavie) :
  -  Médaille de bronze sur le relais 4 × 5 km.

### Coupe du monde
- Meilleur classement général : 15e en 1983[1].
- 7 podiums en relais.

### Championnats du monde junior
- Médaille d'argent du relais en 1980.